# Convoy (Irlanda)
Convoy (in irlandese: Conmhaigh ) è un villaggio nella contea di Donegal, in Irlanda.